# Telefacts
Telefacts is een actualiteitenprogramma dat sinds 1 februari 1990 wordt uitgezonden op de Belgische televisiezender VTM. Het magazine wordt gemaakt in samenwerking met VTM Nieuws en brengt soms uitgebreide duiding bij bepaalde nieuwsfeiten.
Het programma is doorheen de jaren meermaals inhoudelijk vernieuwd, waarbij er veelal werd gekozen om naast eigen werk ook aangekochte buitenlandse reportages uit te zenden. Vanaf de jaren 2000 is Telefacts uitgebouwd tot een overkoepelend merk waaronder afgeleide programmatitels worden gebruikt, met elk hun eigen inhoud en presentatoren.

## Huidige programma's

### Telefacts
De wekelijkse uitzending onder de naam Telefacts ging van start in 1990 en is sindsdien een vaste waarde in de programmatie van VTM. Aanvankelijk bestond het programma uit een combinatie van eigen werk en aangekochte buitenlandse reportages. Tussen 2010 en 2016 lag de focus op eigen reportages, terwijl de buitenlandse werden uitgezonden in Telefacts 360 en Telefacts Laat. Sinds 2020 ligt de focus op buitenlandse reportages en wordt het eigen materiaal uitgezonden in Telefacts NU.
Looptijd
- sinds 1 februari 1990

Presentatie
- 1990: Terry Verbiest
- 1990-1991: Daniël Buyle
- 1991–2006: Dany Verstraeten (in 2001 tijdelijk Marc Dupain)
- 2006–2008: Cathérine Moerkerke (in 2007 tijdelijk Stef Wauters)
- 2008–2010: Thomas Van Hemeledonck
- 2010–2011: afwisselend Elke Pattyn, Tim Verheyden en Katleen Peeraer
- 2011–2016: Cathérine Moerkerke (in 2012 en 2013 tijdelijk Elke Pattyn)
- 2016-2019: Julie Colpaert (in 2017 en 2018 tijdelijk Birgit Van Mol)
- 2019-heden: Birgit Van Mol en Freek Braeckman

| Leden                 | 1990 | 1991 | 1992 | 1993 | 1994 | 1995 | 1996 | 1997 | 1998 | 1999 | 2000 | 2001 | 2002 | 2003 | 2004 | 2005 | 2006 | 2007 | 2008 | 2009 | 2010 | 2011 | 2012 | 2013 | 2014 | 2015 | 2016 | 2017 | 2018 | 2019 | 2020 | 2021 | 2022 | 2023 |
| --------------------- | ---- | ---- | ---- | ---- | ---- | ---- | ---- | ---- | ---- | ---- | ---- | ---- | ---- | ---- | ---- | ---- | ---- | ---- | ---- | ---- | ---- | ---- | ---- | ---- | ---- | ---- | ---- | ---- | ---- | ---- | ---- | ---- | ---- | ---- |
| Terry Verbiest        |      |      |      |      |      |      |      |      |      |      |      |      |      |      |      |      |      |      |      |      |      |      |      |      |      |      |      |      |      |      |      |      |      |      |
| Dany Verstraeten      |      |      |      |      |      |      |      |      |      |      |      |      |      |      |      |      |      |      |      |      |      |      |      |      |      |      |      |      |      |      |      |      |      |      |
| Marc Dupain           |      |      |      |      |      |      |      |      |      |      |      |      |      |      |      |      |      |      |      |      |      |      |      |      |      |      |      |      |      |      |      |      |      |      |
| Cathérine Moerkerke   |      |      |      |      |      |      |      |      |      |      |      |      |      |      |      |      |      |      |      |      |      |      |      |      |      |      |      |      |      |      |      |      |      |      |
| Stef Wauters          |      |      |      |      |      |      |      |      |      |      |      |      |      |      |      |      |      |      |      |      |      |      |      |      |      |      |      |      |      |      |      |      |      |      |
| Thomas Van Hemeldonck |      |      |      |      |      |      |      |      |      |      |      |      |      |      |      |      |      |      |      |      |      |      |      |      |      |      |      |      |      |      |      |      |      |      |
| Tim Verheyden         |      |      |      |      |      |      |      |      |      |      |      |      |      |      |      |      |      |      |      |      |      |      |      |      |      |      |      |      |      |      |      |      |      |      |
| Kathleen Peeraer      |      |      |      |      |      |      |      |      |      |      |      |      |      |      |      |      |      |      |      |      |      |      |      |      |      |      |      |      |      |      |      |      |      |      |
| Elke Pattyn           |      |      |      |      |      |      |      |      |      |      |      |      |      |      |      |      |      |      |      |      |      |      |      |      |      |      |      |      |      |      |      |      |      |      |
| Birgit Van Mol        |      |      |      |      |      |      |      |      |      |      |      |      |      |      |      |      |      |      |      |      |      |      |      |      |      |      |      |      |      |      |      |      |      |      |
| Freek Braeckman       |      |      |      |      |      |      |      |      |      |      |      |      |      |      |      |      |      |      |      |      |      |      |      |      |      |      |      |      |      |      |      |      |      |      |

### Telefacts Zomer
Onder de naam Telefacts Zomer is er tijdens de zomermaanden tweemaal per week een uitzending ter vervanging van de reguliere titels. Het programma bevat uitsluitend aangekochte percentages.
In 2009 werd het programma niet uitgezonden, maar ter gelegenheid van de twintigste verjaardag van VTM vervangen door Telefacts, 20 jaar straffe verhalen. Hierin werden de beste reportages uit het Telefacts-archief opnieuw uitgezonden.
Looptijd
- sinds 13 juni 2006

Presentatie
- 2006: Cathérine Moerkerke
- 2007–2010: Thomas Van Hemeledonck
- 2011: Cathérine Moerkerke
- 2012–2013: Elke Pattyn
- 2014-2015: Cathérine Moerkerke
- 2016-heden: Julie Colpaert
- 2021-heden: Birgit Van Mol

| Presentatie            | 2006 | 2007 | 2008 | 2009 | 2010 | 2011 | 2012 | 2013 | 2014 | 2015 | 2016 | 2017 | 2018 | 2019 | 2020 | 2021 | 2022 |
| ---------------------- | ---- | ---- | ---- | ---- | ---- | ---- | ---- | ---- | ---- | ---- | ---- | ---- | ---- | ---- | ---- | ---- | ---- |
| Cathérine Moerkerke    |      |      |      |      |      |      |      |      |      |      |      |      |      |      |      |      |      |
| Thomas Van Hemeledonck |      |      |      |      |      |      |      |      |      |      |      |      |      |      |      |      |      |
| Elke Pattyn            |      |      |      |      |      |      |      |      |      |      |      |      |      |      |      |      |      |
| Julie Colpaert         |      |      |      |      |      |      |      |      |      |      |      |      |      |      |      |      |      |
| Birgit Van Mol         |      |      |      |      |      |      |      |      |      |      |      |      |      |      |      |      |      |

### Telefacts NU
Telefacts NU brengt vanaf het najaar 2020 wekelijks een reportage van eigen bodem, terwijl de gewone Telefacts-uitzending zich vanaf dan beperkt tot buitenlands materiaal.
Looptijd
- sinds 1 september 2020

Presentatie
- Freek Braeckman

| Presentatie     | 2020 | 2021 | 2022 |
| --------------- | ---- | ---- | ---- |
| Freek Braeckman |      |      |      |

## Voormalige programma's

### Telefacts Crime
Onder de naam Telefacts Crime werden één keer per maand eigen, justitiegerichte reportages uitgezonden in samenwerking met de Belgische politie. De uitzending werd telkens geprogrammeerd ter vervanging van een van de reguliere titels. Tijdens de zomermaanden werd het programma niet uitgezonden. 
Na de zomerstop van 2013 werd de connectie met Telefacts verbroken en maakte het programma een doorstart onder de naam Faroek.
Looptijd
- 26 maart 2008 - 8 mei 2013

Presentatie
- Faroek Özgünes

### Telefacts 360
Onder de naam Telefacts 360 nu liep vanaf 2010 een wekelijkse uitzending die bestond uit buitenlandse reportages, terwijl Telefacts zich ging focussen op eigen materiaal. Hiermee werd het voorbeeld gevolgd van de concurrerende omroep VRT, die toen ook op dezelfde manier twee uitzendingen had: Koppen en Koppen XL.
Looptijd
- 15 maart 2010 - 22 mei 2013

Presentatie
- Thomas Van Hemeledonck

### Telefacts Laat
Telefacts Laat werd vanaf het najaar 2013 uitgezonden en volgde daarmee Telefacts 360 op. Inhoudelijk bleef de opzet gelijk. Nadat het programma in 2015 werd stopgezet, verschoven de buitenlandse reportages weer naar de gewone Telefacts.
Looptijd
- 6 november 2013 - 6 juni 2015

Presentatie
- Cathérine Moerkerke

### Telefacts Winter
Onder de naam Telefacts Winter liep tijdens de wintermaanden tweemaal per week een uitzending ter vervanging van de reguliere titels. Het programma bevatte uitsluitend buitenlandse reportages.
Looptijd
- 2 januari 2018 - 25 februari 2020

Presentatie
- 2018: Birgit Van Mol
- 2018-2020: Julie Colpaert

## Speciale uitzendingen

### Telefacts Extra
Reeds enkele keren werd bij belangrijke actuele feiten een extra uitzending van Telefacts ingelast. Hierin werd dan de achtergrond van het verhaal gedetailleerd belicht en wordt de meest recente informatie meegegeven. Er is indien mogelijk ook ruimte voor live verslaggeving vanop de plaats van de gebeurtenis. Een (onvolledig) overzicht van deze uitzendingen:
- Treinramp in Buizingen (2010)
- Dood Osama bin Laden (2011)
- Na het interview van Roger Vangheluwe (2011)
- Aanslagen in Noorwegen (2011)
- Dood Nelson Mandela (2013) – presentatie: Cathérine Moerkerke
- Crash Malaysia Airlines-vlucht 17 (2014) – presentatie: Elke Pattyn

### Telefacts Special
Op 5 en 12 mei 2020 presenteerde Thomas Van Hemeledonck twee uitzendingen onder de titel Telefacts Special, met respectievelijk de volgende reportages:
- Julie Van Espen, 1 jaar later
- Marc Dutroux spreekt

## Trivia
- De naam Telefacts is een woordspeling op de telefax, wat in 1990 nog een modern communicatiemiddel was. Tevens verwijst de naam naar de kern van het programma: facts, Engels voor feiten en tele voor televisie.
- De muziek gebruikt in Telefacts werd lange tijd gecomponeerd door Peter Meyvaert.